# Герб Боснії і Герцеговини
Герб Боснії і Герцеговини — один з офіційних символів Боснії і Герцеговини. Складається з двох частин жовтого і синього кольору. Ці кольори дуже поширені в історії Боснії і Герцеговини. Зокрема попередній герб також мав зображення золотих (жовтих) лілій на синьому тлі.
Герб має зображення у виді синього щита, на якому у верхній правій частині розміщений жовтий (золотий) трикутник, який символізує національний склад країни. Кожна із сторін трикутника відповідає народові, який мешкає на території Боснії і Герцеговини — боснійці, хорвати і серби. Таким чином ці народи пов'зані між собою в єдине ціле. По діагоналі, з верхнього лівого кута в нижню частину правої сторони проходить стрічка з п'яти цілих, та двох неповних срібних (білих) зірок, що символізує прагнення Боснії та Герцеговини до Європи, до європейських цінностей.

## Історичні герби

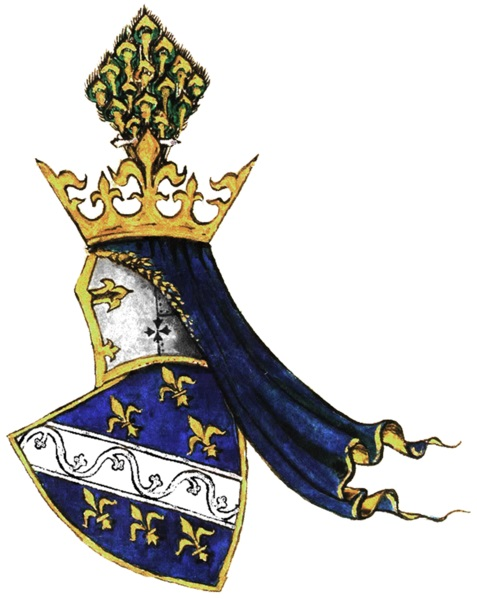
Герб боснійського короля Твртко I.
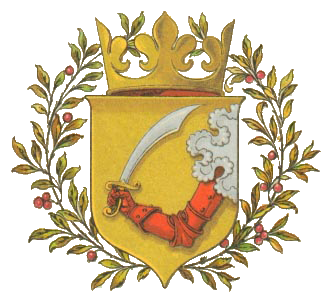
Герб Боснії і Герцеговини в складі Австро-Угорщини.
Герб Боснії і Герцеговини в складі СФРЮ.
Герб Боснії і Герцеговини в період з 1991-1998р.